# Arethusa bulbosa
Arethusa bulbosa är en orkidéart som beskrevs av Carl von Linné. Arethusa bulbosa ingår i släktet Arethusa och familjen orkidéer. Inga underarter finns listade i Catalogue of Life.

## Bildgalleri

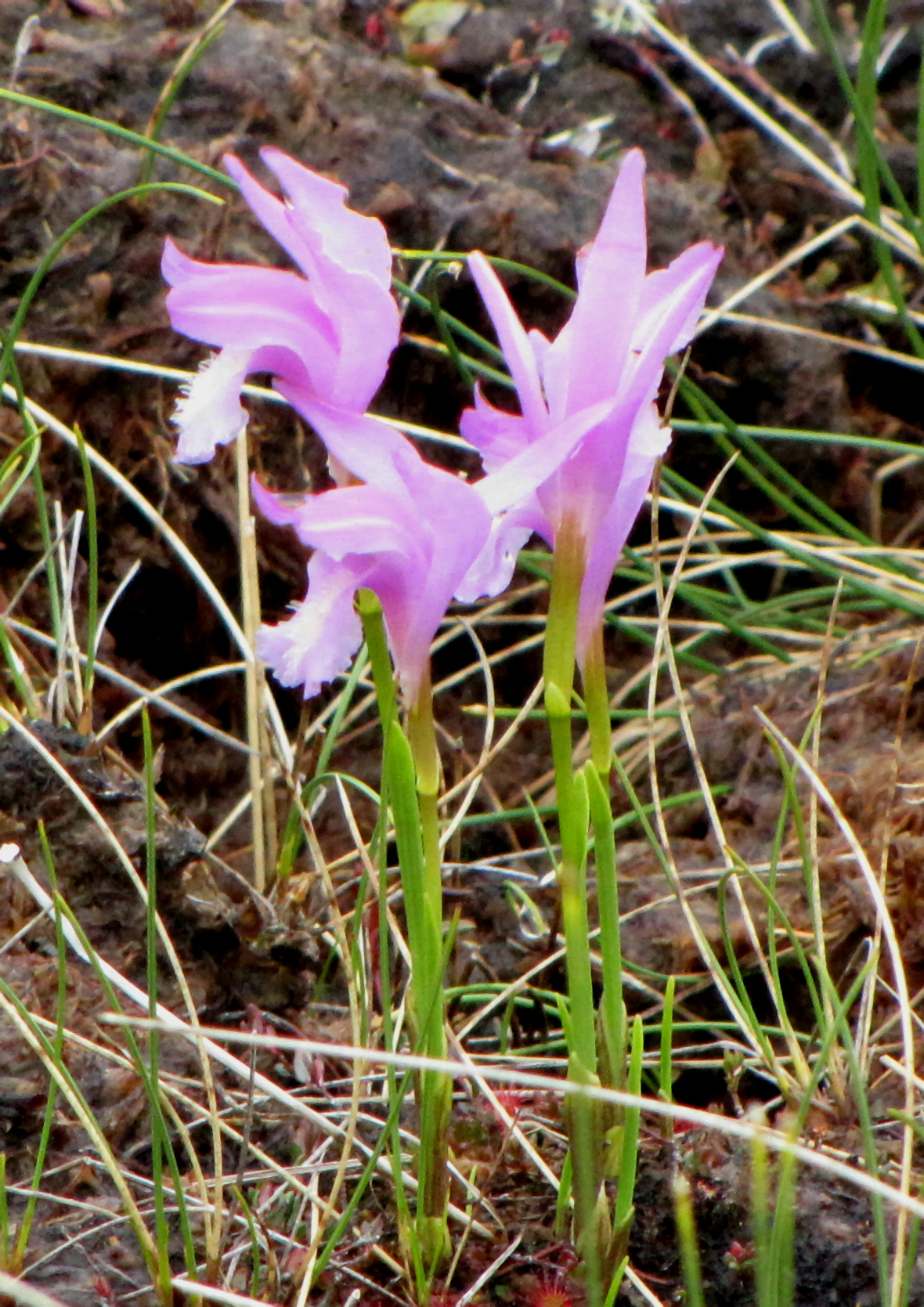
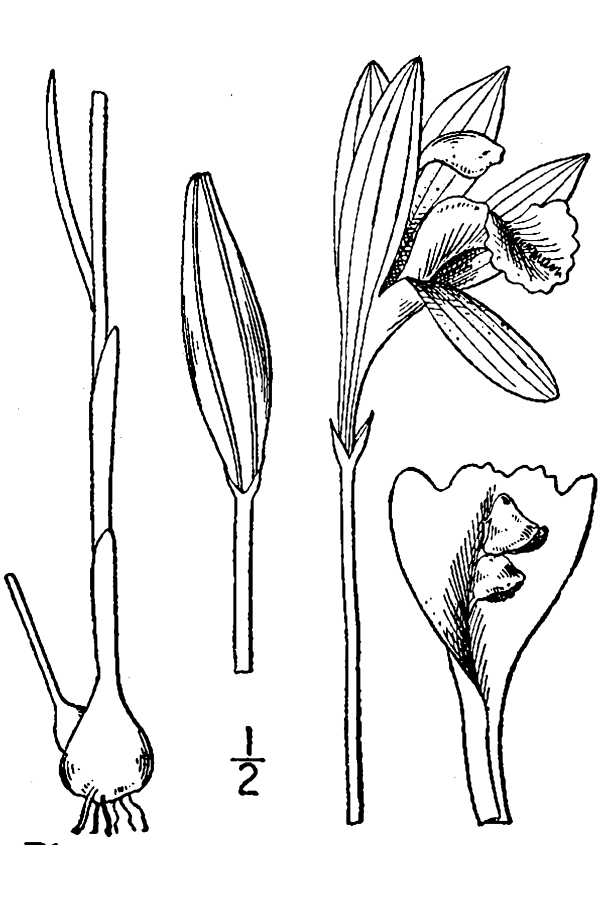
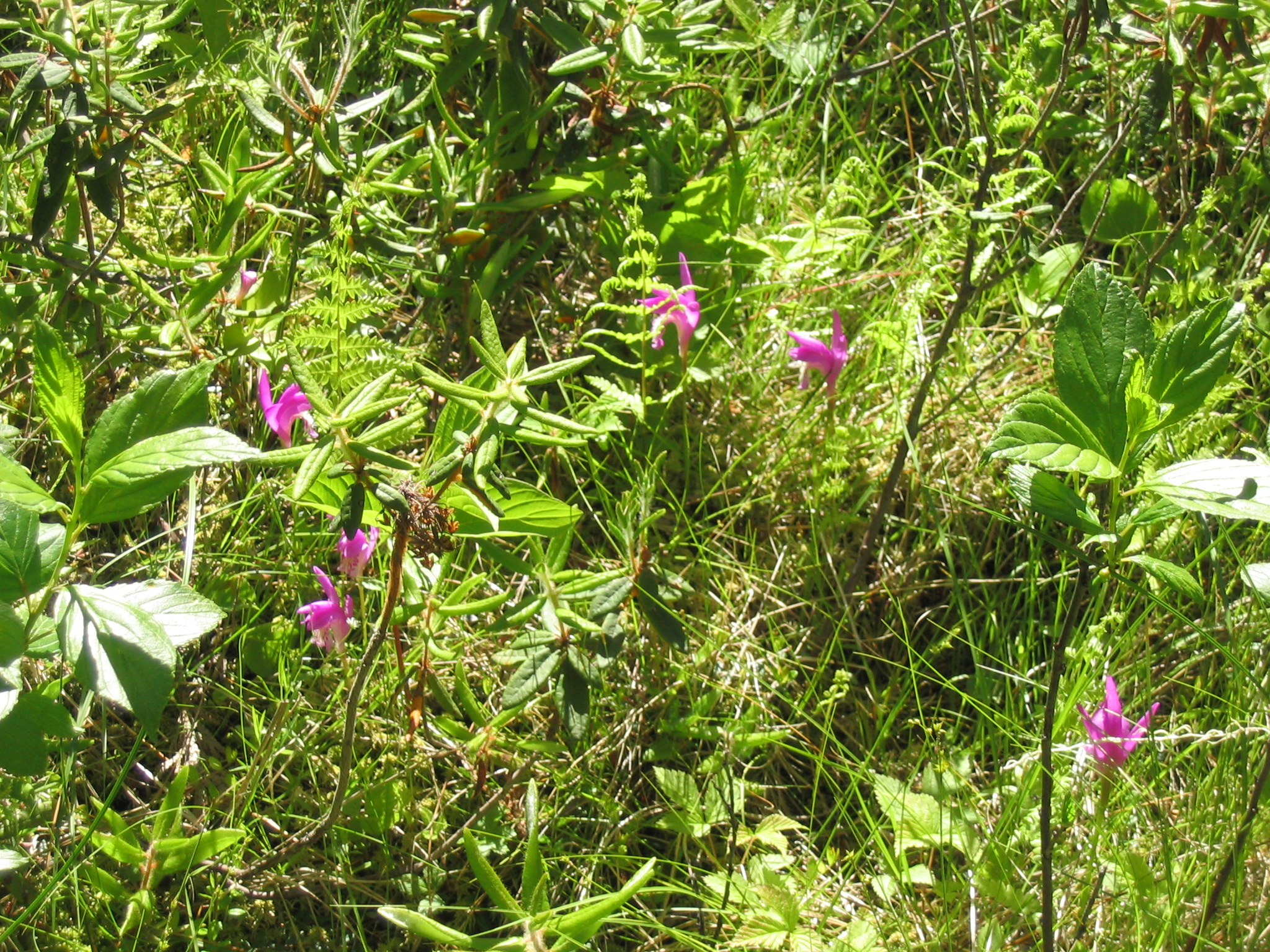
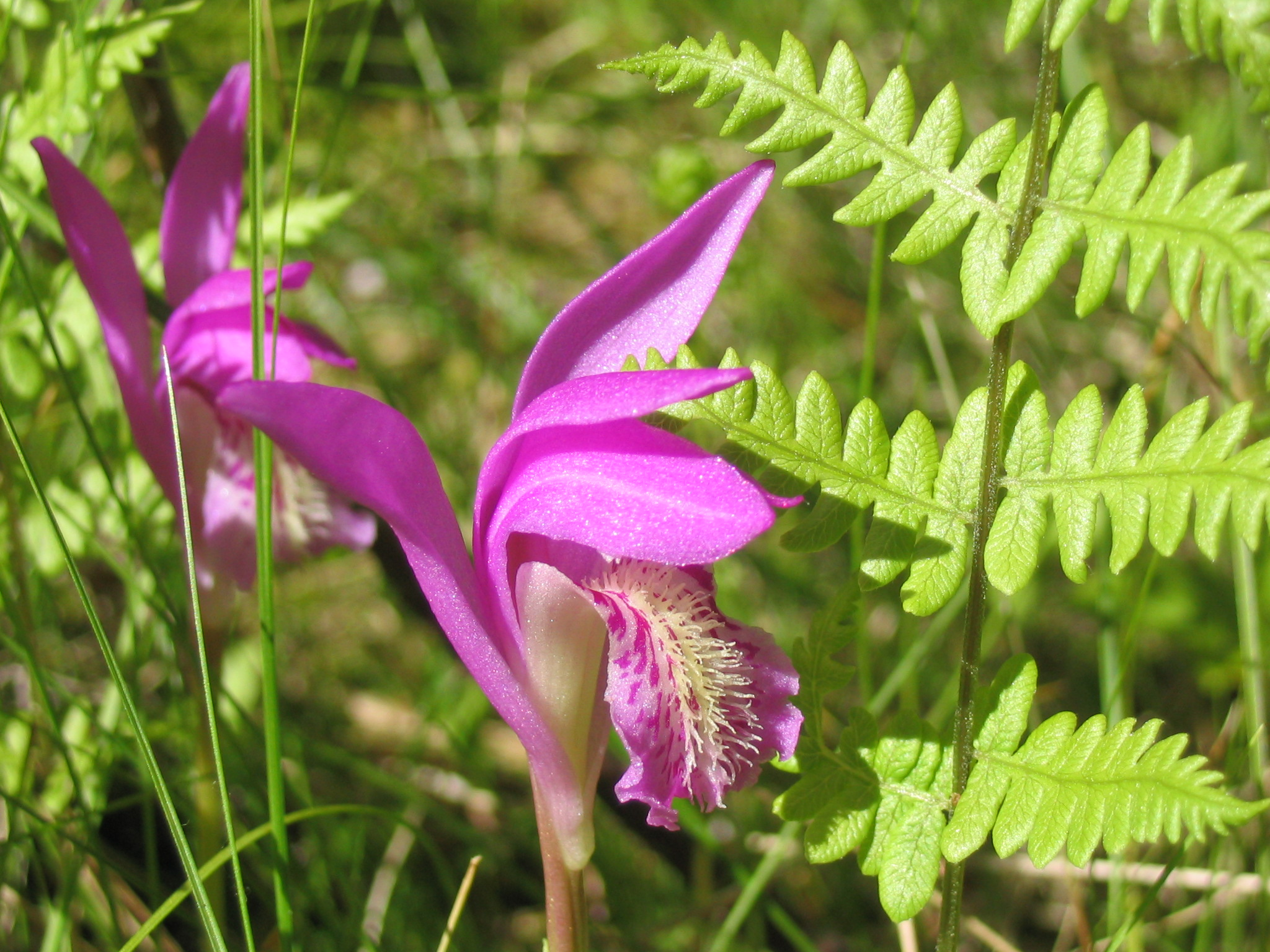
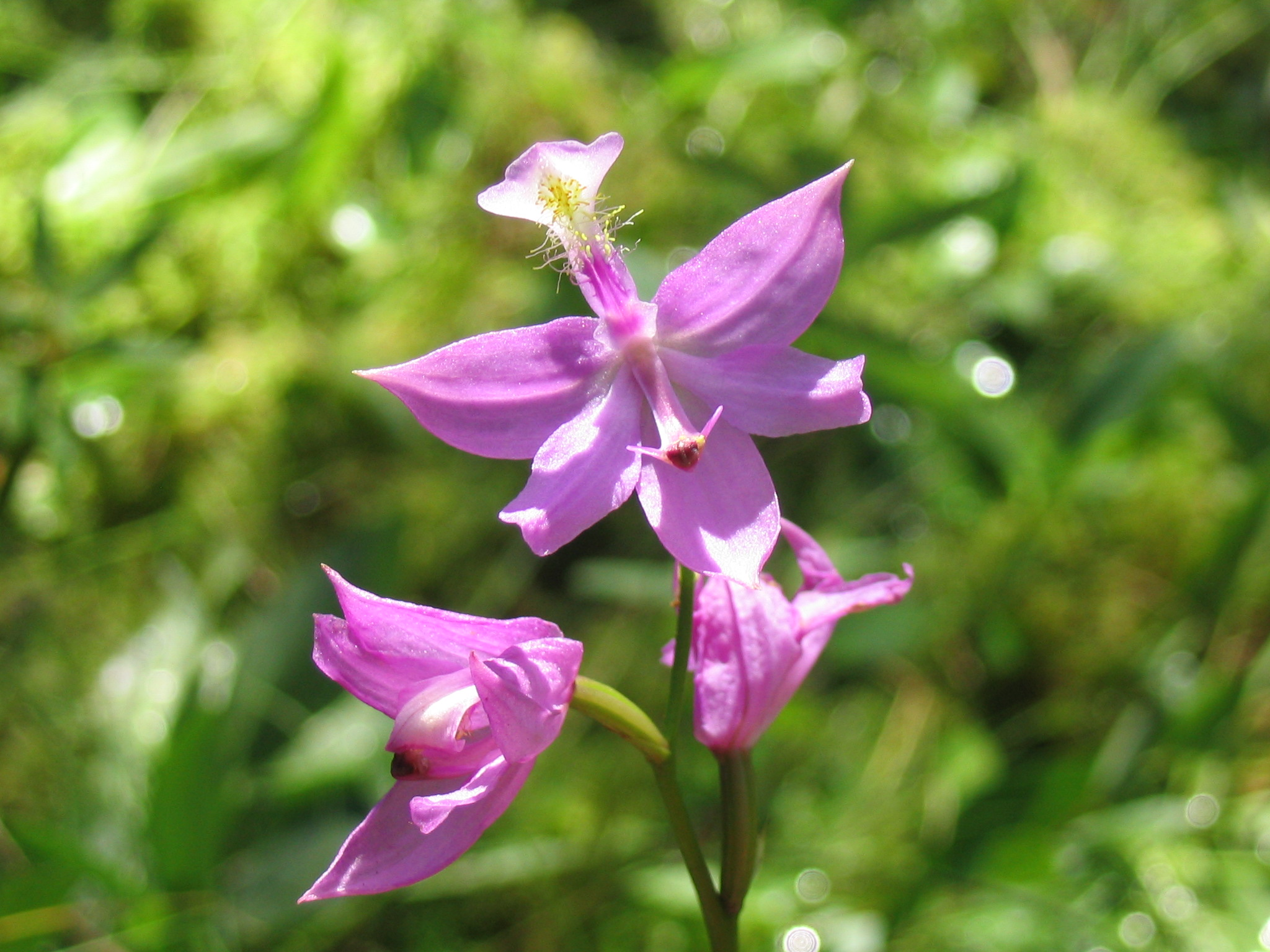
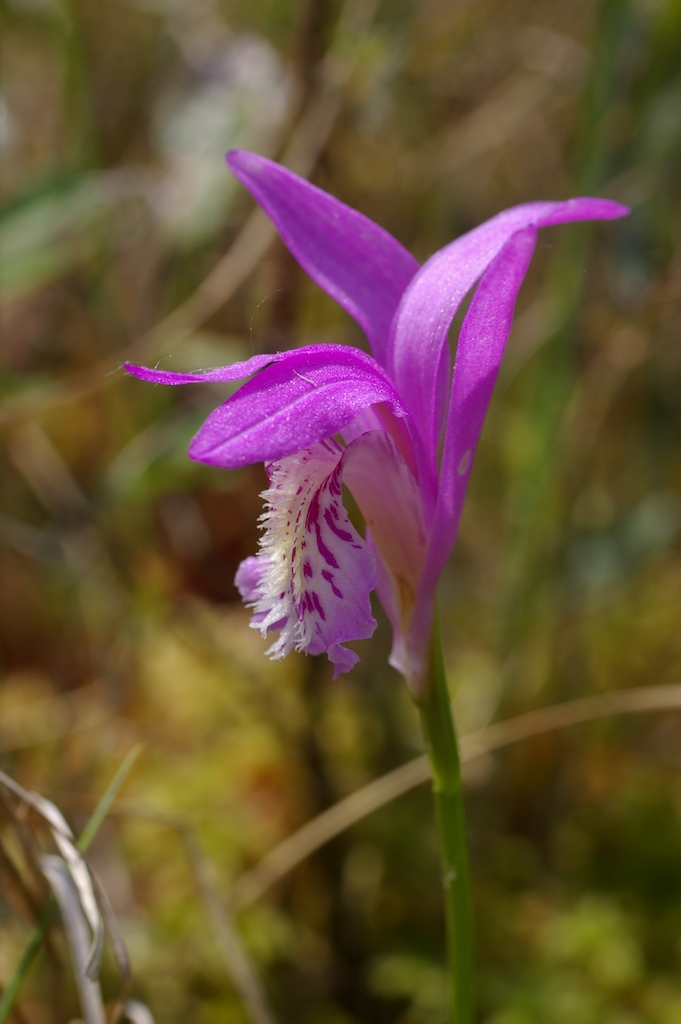